# Kochertalbrücke
La Kochertalbrücke (letteralmente: "viadotto Kocher") è un viadotto autostradale tedesco, sito lungo l'autostrada A6 (strada europea E50) nel territorio comunale di Braunsbach.
Esso valica a grande altezza la valle del fiume Kocher.

## Storia
Il viadotto fu costruito dal 1976 al 1979.

## Caratteristiche
Si tratta di un viadotto di 1128 m di lunghezza, in calcestruzzo armato, che raggiunge un'altezza massima sul fondovalle di 185 m.

### Testi di approfondimento
- (DE) A. Linse e K. Wössner, Kochertalbrücke. Entwürfe einer Großbrücke, in Bauingenieur, v. 53, 1978,  pp. 453-463, ISSN 0005-6650 (WC · ACNP).